# Guwoterus
Guwoterus is een bestuurslaag in het regentschap Tuban van de provincie Oost-Java, Indonesië. Guwoterus telt 3058 inwoners (volkstelling 2010).